# From Her to Eternity
From Her to Eternity — дебютный студийный альбом группы Nick Cave and the Bad Seeds, изданный в 1984 году.

## Об альбоме
После распада группы The Birthday Party Ник Кейв создал новый коллектив, в который вошли: участник The Birthday Party Мик Харви, участник Einstürzende Neubauten Бликса Баргельд, участник Magazine Барри Адамсон и безработный Хьюго Рэйс. Первое выступление группы состоялось в 1983 в Мельбурне, в канун Нового года, тогда она ещё носила название Nick Cave — Man or Myth?. Во время последовавших гастролей группа называлась сначала Nick Cave and the Cavemen и, в конце концов, Nick Cave and the Bad Seeds. Словосочетанием The Bad Seeds именуется низкокачественный наркотик, также это ссылка на последний мини-альбом The Birthday Party Mutiny/The Bad Seed. Большая часть From Her to Eternity была записана в 1984 году в Лондоне, «Saint Huck», «Wings off Flies» и «A Box for Black Paul» были записаны годом ранее. Название альбома является отсылкой к американской драме «Отныне и во веки веков». From Her to Eternity был чрезвычайно положительно встречен критиками, к примеру, Крис Лонг назвал его «несовершенным, висцеральным, захватывающим и, наконец, классическим».

## Список композиций
| №  | Название               | Автор(ы)                               | Длительность |
| -- | ---------------------- | -------------------------------------- | ------------ |
| 1. | «Avalanche»            | Леонард Коэн                           | 5:13         |
| 2. | «Cabin Fever!»         | Кейв, Баргельд                         | 6:12         |
| 3. | «Well of Misery»       | Кейв                                   | 5:25         |
| 4. | «From Her to Eternity» | Кейв, Рэйс, Адамсон, Харви, Анита Лейн | 5:33         |

| №  | Название               | Автор(ы)                            | Длительность |
| -- | ---------------------- | ----------------------------------- | ------------ |
| 1. | «Saint Huck»           | Кейв                                | 7:22         |
| 2. | «Wings off Flies»      | Кейв, Питер Сатклифф, Джим Тёрлуэлл | 4:06         |
| 3. | «A Box for Black Paul» | Кейв                                | 9:42         |

## Участники записи
Nick Cave and the Bad Seeds:
- Ник Кейв — вокал, орган Хаммонда, губная гармоника
- Бликса Баргельд — гитара, бэк-вокал
- Хьюго Рэйс — гитара, бэк-вокал
- Барри Адамсон — бас-гитара, бэк-вокал
- Мик Харви — барабаны, фортепиано, вибрафон, бэк-вокал